# Delany (Horní Lužice)

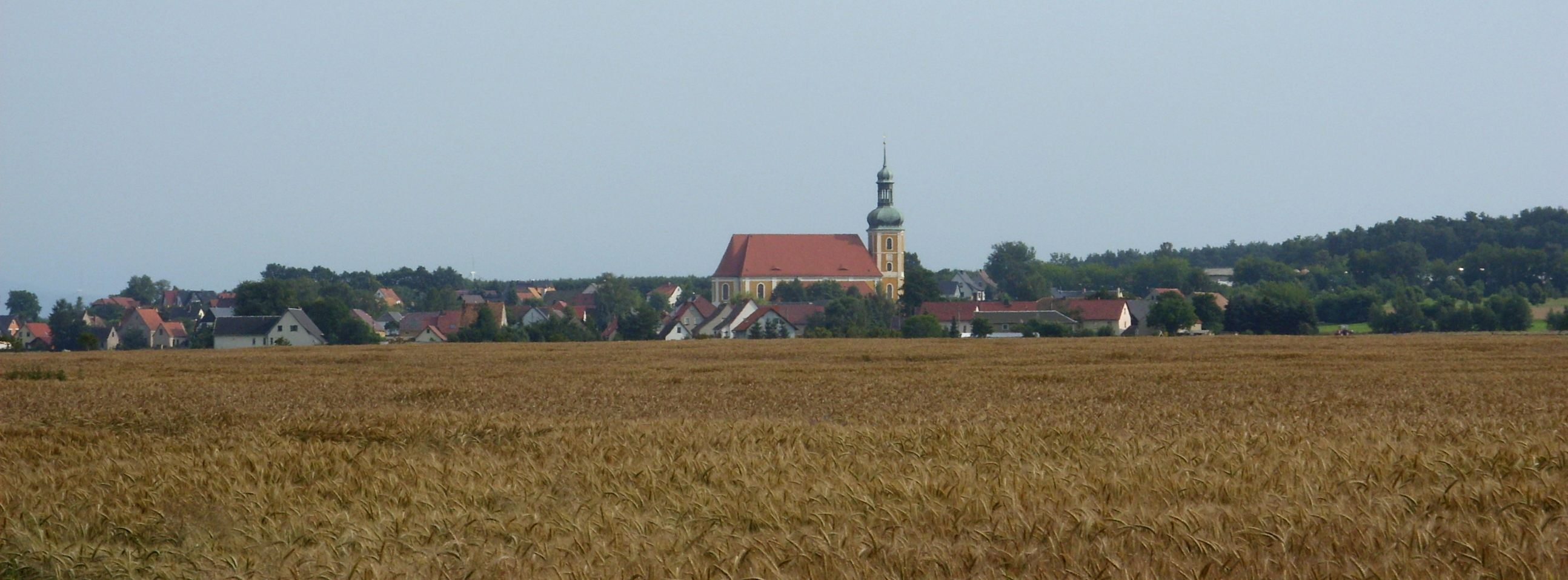
Róžant s poutním kostelem

Delany (německy Niederland, česky ve významu Nížina je označení pro spodní a větší část bývalého panství kláštera Marienstern (Marijina hwězda) v Panschwitz-Kuckau (Pančicy-Kukow). Oblast se nachází ve střední části zemského okresu Budyšín podél řeky Klosterwasser v Horní Lužici. Rozprostírá se mezi obcí Räckelwitz (Worklecy) na jihu a městem Wittichenau (Kulow) na severu a je součástí lužickosrbské oblasti osídlení.
Na rozdíl od Horjan (Oberlandu), rozprostírajícího se jižně od Delan kolem Crostwitz (Chrósćicy) a Panschwitz (Pančicy) mají Delany písčité, méně produktivní půdy a větší podíl lesních ploch. Mezi Delany a Horjany panují sociokulturní a hospodářské rozdíly a také konkurence projevující se v příslovích a anekdotách.
Dalšími sídly v Delanech jsou Ralbitz (Ralbicy), Rosenthal (Róžant), Schönau (Šunow) a Sollschwitz (Sulšecy). Po reformaci mezi 16. a 19. stoletím byla všechna zmíněná sídla součástí panství kláštera Marienstern, a proto zůstala katolická.